# Deelcategorie
In de categorietheorie, een abstract deelgebied van de wiskunde, is een deelcategorie van een categorie C een categorie S, waarvan de objecten objecten in C zijn en waarvan de morfismen morfismen in C zijn met dezelfde identiteiten en dezelfde samenstelling van morfismen. Intuïtief is een deelcategorie van C een categorie, die uit C wordt verkregen door daar een aantal van haar objecten en pijlen uit weg te halen, zodat er een nieuwe, kleinere categorie overblijft. 